# Saverio Gerbino
Saverio Gerbino (Caltagirone, 23 febbraio 1814 – Caltagirone, 16 marzo 1898) è stato un vescovo cattolico italiano.

## Biografia
Nato a Caltagirone il 23 febbraio 1814, il 24 settembre 1836 fu ordinato sacerdote.
Dopo la morte di mons. Cesare Agostino Sajeva nel 1867 la diocesi di Piazza Armerina fu a lungo vacante, anche per i tentativi del governo liberale di intervenire nella nomina dei vescovi, che era soggetta all'exequatur e alla pretesa di subentrare nel regio patronato ai precedenti monarchi, ossia di godere del diritto di presentazione dei vescovi. Dopo la frattura tra Chiesa e Stato con la presa di Porta Pia del 20 settembre 1870, la Santa Sede rifiutò di concordare le nomine dei vescovi e tra il 1871 e il 1872 procedette a nomine unilaterali per le diocesi siciliane. Papa Pio IX il 23 febbraio 1872 scelse Saverio Gerbino, che prese possesso della diocesi il 10 marzo 1872, ma nel 1875 non aveva ancora ricevuto l'exequatur e pertanto aveva ricevuto l'ingiunzione di lasciare il palazzo arcivescovile. Un'eventuale resistenza avrebbe potuto comportare non solo l'uso della forza, ma anche l'allontanamento coatto dalla diocesi e l'affidamento della diocesi a un vicario capitolare.
Nel 1878 indisse il primo sinodo diocesano.
Il 10 marzo 1887 papa Leone XIII lo nominò vescovo di Caltagirone: fece ingresso in diocesi il 14 marzo 1887.
Nel 1895 con una lettera pastorale esortava il clero diocesano a seguire il movimento di rinnovamento e di azione nel sociale che in quegli anni si diffondeva in Italia, promosso da Leone XIII con la Rerum Novarum, operando insieme a don Luigi Sturzo, a cui aveva affidato la guida delle attività che la diocesi portava avanti, anche attraverso l'Opera dei Congressi.
Morì il 16 marzo 1898.

## Genealogia episcopale
La genealogia episcopale è:
- Cardinale Scipione Rebiba
- Cardinale Giulio Antonio Santori
- Cardinale Girolamo Bernerio, O.P.
- Arcivescovo Galeazzo Sanvitale
- Cardinale Ludovico Ludovisi
- Cardinale Luigi Caetani
- Cardinale Ulderico Carpegna
- Cardinale Paluzzo Paluzzi Altieri degli Albertoni
- Papa Benedetto XIII
- Papa Benedetto XIV
- Papa Clemente XIII
- Cardinale Marcantonio Colonna
- Cardinale Giacinto Sigismondo Gerdil, B.
- Cardinale Giulio Maria della Somaglia
- Cardinale Luigi Lambruschini, B.
- Cardinale Girolamo d'Andrea
- Arcivescovo Luigi Natoli
- Vescovo Saverio Gerbino